# Talasna funkcija
Talasna funkcija u kvantnoj fizici se koristi za opis kvantnog stanja izolovanog kvantnog sistema. Talasna funkcija {\displaystyle \Psi }je kompleksna funkcija koja predstavlja amplitudu verovatnoće, a kvadrat modula talasne funkcije {\displaystyle |\Psi |^{2}}ima značenje gustine verovatnoće. Ako se talansna funkcija definiše kao funkcija koja zavisi od prostornih i vremenskih koordinata, {\displaystyle |\Psi ({\vec {x}},t)|^{2}} je realan broj i predstavlja verovatnoću da se čestica u vremenskom trenutku {\displaystyle t}nađe na poziciji {\displaystyle {\vec {x}}}.
Najčešći simboli za talasnu funkciju su grčka slova ψ ili Ψ (malo i veliko psi, respektivno). Sama talasna funkcija definisana kao kokmpleksna funkcija {\displaystyle \Psi }nije opservabla u fizici (ne može se direktno izmeriti), ali kvadrat modula talasne funkcije {\displaystyle |\Psi |^{2}}i relativna faza talasne funkcije se mogu izmeriti. Princip dualnosti u kvantnoj mehanici podrazumeva da se kvantni sistemi mogu ekvivalentno opisati i kao čestice i kao talasi (npr. preko talasne funkcije). Oba opisa su ekvivalentna i oba se koriste zbog toga što je za opis različitih pojava jedan ili drugi pristup jednostavniji i intuitivniji.
Talasna funkcija se nalazi kao rešenje jednačine zadate kvantnim Hermitskim operatorima (npr. kvantni Hamiltonijan u Šredingerovoj jednačini). Rešavanjem ovakvih jednačina, dobijaju se svojstvene vrednosti koji predstavljaju spektar mogućih rezultata merenja i svojstveni vektori koji predstavljaju talasne funkcije date jednačine. 

## Istorija
Prvi put talasnu funkciju za opisivanje mikroskopskog kvantnog ponašanja čestica iskoristio je Ervin Šredinger 1926. godine kada je napravio analogiju ponašanja kvantne čestice sa ponašanjem talasa. U tom trenutku Šredinger nije smatrao da je talasna funkcija dovolja da opiše realan fizički talas, ali iste godine Maks Born je predložio interpretaciju talasne funkcije preko gustine verovatnoće i od tad je talasna funkcija u značenju kakvo se danas shvata zauzela fundamentalno mesto za opis pojava u kvantnoj mehanici.

## Definicija
Talasna funkcija je funkcija zadana preko stepena slobode, kao što su prostorne koordinate, vremenska koordinata, spin čestice, itd. Kada se za jedan sistem odabere maksimalan skup komutacionih opservabli za stepene slobode, odnosno odaberu se svi međusobno nezavisni stepeni slobode (prostorna koordinata i spin jesu nezavisni stepeni slobode, ali impuls i odgovarajuća prostorna koordinata nisu međusobno nezavisni stepeni slobode, zato što su jedan direktno zavise od drugog), za dati sistem se može definisati talasna funkcija.
Za dati sistem, izbor komutacionih stepena slobode koji će se koristiti nije jedinstven, i shodno tome domen talasne funkcije takođe nije jedinstven. Na primer, talasna funkcija se može zapisati kao funkcija prostornih koordinata čestica, ili kao funkcija impulsnih koordinata čestica u impulsnom prostoru. Te dve različite definicije talasne funkcije daju iste fizički opservabilne rezulatate i različito definisane talasne funkcije u realnom i impulsnom prostoru međusobno su povezane Furijeovom transformacijom.
Neke čestice, poput elektrona i fotona, imaju spin različit od nule. Ako je spin čestice značajan za posmatranu pojavu koja želi da se opiše, u definiciju talasne funkcije za tu česticu potrebno je pored prostornih i/ili vremenskih koordinata uključiti i spin kao unutrašnji, diskretni stepen slobode. Tako je dalje moguće uključiti i druge stepene slobode kao što je izospin, itd. Diskretni stepeni slobode se najčešće predstavljaju matričnim kolonama. Npr. za spin {\displaystyle s={\frac {1}{2}}}koristi se matrična kolona {\displaystyle 2\times 1}, za spin {\displaystyle s=1}, koristi se matrična kolona {\displaystyle 3\times 1}, itd.

### Definicija talasne funkcije preko prostornih koordinata i vremena
Talasna funkcija za jednu izolovanu česticu koja se kreće nerelativističkom brzinom čiji se spin ne uzima u obzir, može se predstaviti u funkciji samo prostornih koordinata i vremena kao kompleksna funkcija realnih varijabli {\displaystyle {\vec {x}}} i {\displaystyle t}:
{\displaystyle \Psi ({\vec {x}},t)}
Kvadrat modula talasne funkcije {\displaystyle |\Psi ({\vec {x}},t)|^{2}} ima značenje gustine verovatnoće:
{\displaystyle |\Psi ({\vec {x}},t)|^{2}=\Psi ^{*}({\vec {x}},t)\Psi ({\vec {x}},t)=\rho ({\vec {x}},t)}
Na osnovu standardne definicije verovatnoće, nameće sa uslov normiranosti talasne funkcije. Talasna funkcija mora biti normirana, tako je ukupna verovatnoća da se čestica nađe negde u prostoru jednaka 1:
{\displaystyle \int _{-\infty }^{\infty }d{\vec {x}}\;|\Psi ({\vec {x}},t)|^{2}=1}
Na pitanje da li se čestica u određenom trenutku nalazi na određenoj poziciji moguće je odgovoriti samo preko informacije kolika je verovatnоća da se čestica u tom trenutku nađe na toj poziciji. Verovatnoća da se čestica koja se kreće duž jedne dimenzije u trenutku {\displaystyle t} nađe u prostornom intervalu između tačaka {\displaystyle a} i {\displaystyle b} data je integralom:
{\displaystyle P_{a\leq x\leq b}(t)=\int _{a}^{b}dx\;|\Psi (x,t)|^{2}}

### Definicija talasne funkcije preko vremena i koordinata u impulsnom prostoru
Talasna funkcija čestice ne mora biti zadana preko koordinata prostora i vremena. Ekvivalentne fizičke rezultate daje i definicija talasne funkcije preko impulsa i vremena kao:
{\displaystyle \Phi ({\vec {p}},t)}
Na sličan način se zadaje uslov normiranosti i slično kvadrat modula talasne funkcije {\displaystyle |\Phi ({\vec {p}},t)|^{2}} ima značenje verovatnoće da čestica u trenutku {\displaystyle t} poseduje impuls {\displaystyle {\vec {p}}}.

## Prostor talasnih funkcija
Prostor talasnih funkcija na kojem su one definisane je Hilbertov prostor. Talasne funkcije koje predstavljaju rešenje Šredingerove jednačine zadovoljavaju:
- osobinu superpozicije:  Kako je Šredingerova jednačina linearna diferencijalna jednačina, ako su funkcije {\displaystyle \Psi _{1}}i {\displaystyle \Psi _{2}}dva različita rešenja Šredingerove jednačine, onda je i njihova linearna kombinacija  {\displaystyle a\Psi _{1}+b\Psi _{2}}, gde su {\displaystyle a}i {\displaystyle b}kompleksni brojevi, rešenje Šredingerove jednačine.
- definisanost do na konstantu  Ako je {\displaystyle \Psi }rešenje Šredingerove jednačine, onda je i {\displaystyle \Psi +C}, gde je {\displaystyle C}proizvoljna konstanta, rešenje date jednačine.

Unutrašnji proizvod između dve talasne funkcije:
{\displaystyle \langle \Psi _{1}(x)|\Psi _{2}(x)\rangle =\int _{-\infty }^{+\infty }dx\;\Psi _{1}^{*}(x)\Psi _{2}(x)}
je mera preklapanja između odgovarajućih fizičkih stanja i ima značenje verovatnoće prelaza iz stanja opisanog talasnom funkcijom {\displaystyle \Psi _{1}(x)} u stanje opisanom talasnom funkcijom {\displaystyle \Psi _{2}(x)}, ili obrnuto.

## Šredingerova jednačina
Talasna funkcija {\displaystyle \Psi } je rešenje Šredingerove jednačine:
{\displaystyle i\hbar {\frac {\partial }{\partial t}}\Psi ={\hat {H}}\Psi }
koja opisuje promenu sistema u funkciji od vremena. Šredingerova jednačina opisuje kako talasne funkcije evoluiraju tokom vremena. Kako je Šredingerova jednačina matematički tip talasne jednačine, njeno rešenje koje predstavlja talasna funkcija {\displaystyle \Psi } se kvalitativno ponaša kao i makroskopski talasi, kao što su vodeni talasi ili talasi na žici. 

### Atom vodonika
Rešenje vremenski-nezavisne Šredingerove jednačine za atom vodonika (ne uzimajući u obzir spin atoma) je talasna funkcija koja se može izraziti preko radijalne funkcije koja {\displaystyle R(r)}koja zavisi samo od radijalne koordinate {\displaystyle r}i sfernog harmonika {\displaystyle Y_{\ell }^{m}\!(\theta ,\phi )}koji zavisi od ugaonih koordinata {\displaystyle \theta }i {\displaystyle \phi }.
{\displaystyle \Psi _{n\ell m}(r,\theta ,\phi )=R(r)\,\,Y_{\ell }^{m}\!(\theta ,\phi )}
Svaka od {\displaystyle \Psi _{n\ell m}}komponenti talasne funkcije čini jednu atomsku orbitalu.

## Literatura
- Atkins, P. W. (1974). Quanta: A Handbook of Concepts. ISBN 978-0-19-855494-3.
- Arons, A. B.; Peppard, M. B. (1965). „Einstein's proposal of the photon concept: A translation of the Annalen der Physik paper of 1905” (PDF). American Journal of Physics. 33 (5): 367. Bibcode:1965AmJPh..33..367A. doi:10.1119/1.1971542. Архивирано из оригинала (PDF) 4. 3. 2016. г. Приступљено 26. 6. 2019.
- Bohr, N. (1985).  J. Kalckar, ур. Niels Bohr - Collected Works: Foundations of Quantum Physics I (1926 - 1932). 6. Amsterdam: North Holland. ISBN 9780444532893.
- Born, M. (1926a). „Zur Quantenmechanik der Stoßvorgange”. Z. Phys. 37 (12): 863—867. Bibcode:1926ZPhy...37..863B. doi:10.1007/bf01397477.
- Born, M. (1926b). „Quantenmechanik der Stoßvorgange”. Z. Phys. 38 (11–12): 803—827. Bibcode:1926ZPhy...38..803B. doi:10.1007/bf01397184.
- Born, M. (1927). „Physical aspects of quantum mechanics”. Nature. 119 (2992): 354—357. Bibcode:1927Natur.119..354B. doi:10.1038/119354a0.
- Born, M. (1954). „The statistical interpretation of quantum mechanics” (PDF). Nobel Lecture. 11. 12. 1954. Архивирано из оригинала (PDF) 19. 10. 2012. г. Приступљено 26. 06. 2019.
- de Broglie, L. (1923). „Radiations—Ondes et quanta” [Radiation—Waves and quanta]. Comptes Rendus (на језику: French). 177: 507—510, 548, 630. Online copy (French) Online copy (English)
- de Broglie, L. (1960). Non-linear Wave Mechanics: a Causal Interpretation. Amsterdam: Elsevier.
- Camilleri, K. (2009). Heisenberg and the Interpretation of Quantum Mechanics: the Physicist as Philosopher. Cambridge UK: Cambridge University Press. ISBN 978-0-521-88484-6.
- Byron, F. W.; Fuller, R. W. (1992) [1969]. Mathematics of Classical and Quantum Physics. Dover Books on Physics (revised изд.). Dover Publications. ISBN 978-0-486-67164-2.
- Conway, J. B. (1990). A Course in Functional Analysis. Graduate Texts in Mathematics. 96. Springer Verlag. ISBN 978-0-387-97245-9.
- Dirac, P. A. M. (1982). The principles of quantum mechanics. The international series on monographs on physics (4th изд.). Oxford University Press. ISBN 0 19 852011 5.
- Dirac, P. A. M. (1939). „A new notation for quantum mechanics”. Mathematical Proceedings of the Cambridge Philosophical Society. 35 (3): 416—418. Bibcode:1939PCPS...35..416D. doi:10.1017/S0305004100021162.
- Einstein, A. (1905). „Über einen die Erzeugung und Verwandlung des Lichtes betreffenden heuristischen Gesichtspunkt”. Annalen der Physik (на језику: German). 17 (6): 132—148. Bibcode:1905AnP...322..132E. doi:10.1002/andp.19053220607.
- Einstein, A. (1916). „Zur Quantentheorie der Strahlung”. Mitteilungen der Physikalischen Gesellschaft Zürich. 18: 47—62.
- Einstein, A. (1917). „Zur Quantentheorie der Strahlung”. Physikalische Zeitschrift (на језику: German). 18: 121—128. Bibcode:1917PhyZ...18..121E.
- Einstein, A. (1998).  P. A. Schlipp, ур. Albert Einstein: Philosopher-Scientist. The Library of Living Philosophers. VII (3rd изд.). La Salle Publishing Company, Illinois: Open Court. ISBN 978-0-87548-133-3.
- Eisberg, R.; Resnick, R. (1985). Quantum Physics of Atoms, Molecules, Solids, Nuclei and Particles (2nd изд.). John Wiley & Sons. ISBN 978-0-471-87373-0.
- Greiner, W.; Reinhardt, J. (2008). Quantum Electrodynamics (4th изд.). springer. ISBN 9783540875604.
- Griffiths, D. J. (2004). Introduction to Quantum Mechanics (2nd изд.). Essex England: Pearson Education Ltd. ISBN 978-0131118928.
- Heisenberg, W. (1958). Physics and Philosophy: the Revolution in Modern Science. New York: Harper & Row.
- Hanle, P.A. (1977), „Erwin Schrodinger's Reaction to Louis de Broglie's Thesis on the Quantum Theory.”, Isis, 68 (4): 606—609, doi:10.1086/351880
- Jaynes, E. T. (2003).  G. Larry Bretthorst, ур. Probability Theory: The Logic of Science. Cambridge University Press. ISBN 978-0-521 59271-0.
- Landau, L.D.; Lifshitz, E. M. (1977). Quantum Mechanics: Non-Relativistic Theory. Vol. 3 (3rd изд.). Pergamon Press. ISBN 978-0-08-020940-1. Online copy
- Lerner, R.G.; Trigg, G.L. (1991). Encyclopaedia of Physics (2nd изд.). VHC Publishers. ISBN 978-0-89573-752-6.
- Ludwig, G. (1968). Wave Mechanics. Oxford UK: Pergamon Press. ISBN 978-0-08-203204-5. LCCN 66-30631.
- Murdoch, D. (1987). Niels Bohr's Philosophy of Physics. Cambridge UK: Cambridge University Press. ISBN 978-0-521-33320-7.
- Newton, R.G. (2002). Quantum Physics: a Text for Graduate Student. New York: Springer. ISBN 978-0-387-95473-8.
- Pauli, Wolfgang (1927). „Zur Quantenmechanik des magnetischen Elektrons”. Zeitschrift für Physik (на језику: German). 43 (9–10): 601—623. Bibcode:1927ZPhy...43..601P. doi:10.1007/bf01397326.
- Peleg, Y.; Pnini, R.; Zaarur, E.; Hecht, E. (2010). Quantum mechanics. Schaum's outlines (2nd изд.). McGraw Hill. ISBN 978-0-07-162358-2.
- Rae, A.I.M. (2008). Quantum Mechanics. 2 (5th изд.). Taylor & Francis Group. ISBN 978-1-5848-89700.
- Schrödinger, E. (1926). „An Undulatory Theory of the Mechanics of Atoms and Molecules” (PDF). Physical Review. 28 (6): 1049—1070. Bibcode:1926PhRv...28.1049S. doi:10.1103/PhysRev.28.1049. Архивирано из оригинала (PDF) 17. 12. 2008. г.
- Shankar, R. (1994). Principles of Quantum Mechanics (2nd изд.). ISBN 978-0306447907.
- Martin, B.R.; Shaw, G. (2008). Particle Physics. Manchester Physics Series (3rd изд.). John Wiley & Sons. ISBN 978-0-470-03294-7.
- ter Haar, D. (1967). The Old Quantum Theory. Pergamon Press. стр. 167–183. LCCN 66029628.
- Tipler, P. A.; Mosca, G.; Freeman (2008). Physics for Scientists and Engineers – with Modern Physics (6th изд.). ISBN 978-0-7167-8964-2.
- Weinberg, S. (2013), Lectures in Quantum Mechanics, Cambridge University Press, ISBN 978-1-107-02872-2
- Weinberg, S. (2002), The Quantum Theory of Fields, 1, Cambridge University Press, ISBN 978-0-521-55001-7
- Young, H. D.; Freedman, R. A. (2008).  Pearson, ур. Sears' and Zemansky's University Physics (12th изд.). Addison-Wesley. ISBN 978-0-321-50130-1.
- Wheeler, J.A.; Zurek, W.H. (1983). Quantum Theory and Measurement. Princeton NJ: Princeton University Press.
- Zettili, N. (2009). Quantum Mechanics: Concepts and Applications (2nd изд.). ISBN 978-0-470-02679-3.
- Zwiebach, Barton (2009). A First Course in String Theory. Cambridge University Press. ISBN 978-0-521-88032-9.
- Yong-Ki Kim (2. 9. 2000). „Practical Atomic Physics” (PDF). National Institute of Standards and Technology: 1 (55 pages). Архивирано из оригинала (PDF) 22. 7. 2011. г. Приступљено 17. 8. 2010.
- Polkinghorne, John (2002). Quantum Theory, A Very Short Introduction. Oxford University Press. ISBN 978-0-19-280252-1.